# Mosura 2
Mosura 2 – Kaitei no daikessen (jap. モスラ2 海底の大決戦; ang. Rebirth of Mothra II) – japoński film typu kaijū z 1997 roku w reżyserii Kunio Miyoshiego.

## Informacje ogólne
To ósmy film wytwórni Tōhō, znanej z filmów o Godzilli (Gojirze), w którym pojawia się gigantyczna ćma – Mothra. I drugi z trzech filmów nowej, odnowionej serii opowieści o Mothrze: sequel filmu Mosura z 1996 i prequel Mosura 3: Kingu Gidora raishu z 1998 roku.
Reżyserem filmu jest Kunio Miyoshi, a film powstał na podstawie scenariusza, którego autorami byli Tomoyuki Tanaka i Masumi Suetani. Nadzór nad produkcją pełnił Hiroaki Kitayama. Efekty specjalne są dziełem Koichiego Kawakity.
Japońska premiera filmu odbyła się 13 grudnia 1997, poza Japonią film był skierowany na rynek video – w Stanach Zjednoczonych pojawił się jako Rebirth of Mothra II. Film pojawiał się także pod tytułem Mothra 2: The Undersea Battle.
Niektóre plenery filmowe realizowane były poza Japonią – w Indonezji.
Szacowany budżet filmu wyniósł ok. 1 mld jenów (ok. 10 mln dolarów) i w samej Japonii przyniósł dochód nieznacznie przekraczający koszty. Amerykańskim dystrybutorem był TriStar Pictures część Sony Pictures Home Entertainment.
9 września 2014 ukazała się rynku amerykańskim nowa edycja Blue Ray/DVD zawierająca wszystkie trzy filmy serii: Mosura, Mosura 2 – Kaitei no daikessen oraz Mosura 3: Kingu Gidora raishu jako Rebirth of Mothra I, II i III – w ramach Toho Godzilla Collection.
W serwisie IMDb film ma ocenę 5,5.

## Fabuła
Wraz z pierwszym filmem nowej serii miał miejsce reboot opowieści o Mosurze (Mothrze), gigantycznej ćmie – strażniczce przyrody. Pojawiający się tu potwór jest dzieckiem oryginalnej Mothry.
Zanieczyszczenie środowiska przez ludzi powoduje zbudzenie się niezwykle potężnego potwora – Dagahra. Aby wspomóc Mothrę w bronieniu ludzkości, troje dzieci oraz kapłanki udają się na poszukiwania zaginionego skarbu Nilai Kina. Tylko jego odnalezienie może uratować ludzi.

## Obsada
W filmie wystąpili:

- Megumi Kobayashi – Moll
- Sayaka Yamaguchi – Lora
- Hikari Mitsushima – Shiori Uchiura
- Masaki Otake – Kyohei Toguchi
- Shimada Maganao – Yoji Miyagi
- Aki Hano – Belvera
- Atsushi Okuno – Mikio Kotani
- Hajime Okayama – Junichi Nagase
- Maho Nonami – księżniczka Yuna
- Masahiro Noguchi – rybak #1
- Kazushi Nemoto – rybak #2
- Kentarō Sakai – policjant na wyspie Ishigaki
- Misako Konno – Toshiko Uranai
- Masahiro Satō – nauczyciel Tatsuzō Itoman
- Fumie Hosokawa – nauczycielka Akiko Kimura
- Mizuho Yoshida – Dagahra

## Odniesienia w kulturze popularnej
- W ósmym odcinku serialu anime Godzilla: Singular Point jeden z gapiów patrzących na zwłoki Mandy ma na sobie czapkę z daszkiem z wizerunkiem Dagahry[potrzebny przypis].